# João Guimarães
João Antônio de Oliveira Guimarães (Campos dos Goytacases, 25 de abril de 1874 — Campos dos Goytacazes, 13 de junho de 1952) foi um político brasileiro. Exerceu o mandato de deputado federal constituinte pelo Rio de Janeiro em 1934.